# Bridouxia
Bridouxia là một chi ốc nước ngọt nhiệt đới, động vật thân mềm chân bụng trong họ Thiaridae.

## Các loài
Các loài trong chi Bridouxia gồm có:
- Bridouxia giraudi
- Bridouxia leucoraphe
- Bridouxia ponsonbyi
- Bridouxia praeclara
- Bridouxia rotundata
- Bridouxia smithiana